# Acilia de coloniis deducendis
Acilia de coloniis deducendis va ser una llei establerta l'any 556 de la fundació de Roma (197 aC) a proposta del tribú de la plebs Gai Acili, quan eren consols Gai Corneli Ceteg i Quint Minuci Ruf, que establia la creació de cinc colònies marítimes amb trenta famílies cadascuna.